# آفنیته شیمیایی

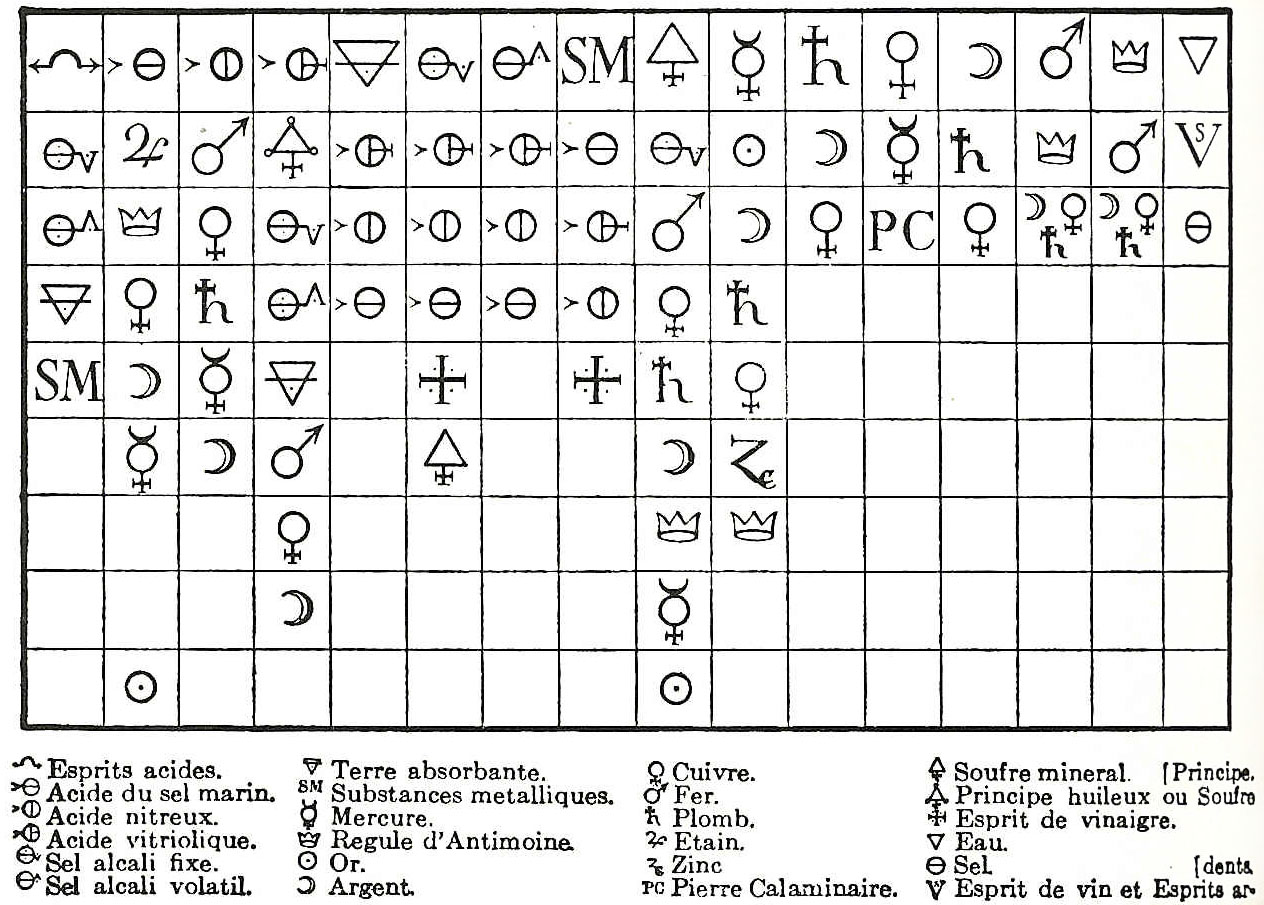
جدول تمایل شیمیایی، اتیِن فرانسوا ژئوفروی، ۱۷۱۸م

آفنیته یا تمایل (به انگلیسی: Affinity) میل ترکیبی اجزای شیمیایی غیر مشابه با یکدیگر. این اصلاح همچنین هنگامی‌که دو چند اتم یا ترکیب غیر یکسان با یکدیگر واکنش شیمیایی بدهند نیز بکار می‌رود.